# Lasioglossum sublaterale
Lasioglossum sublaterale là một loài Hymenoptera thuộc họ Halictidae. Loài này được Blüthgen mô tả khoa học năm 1931.